# Ranunculus novae-forestae
Ranunculus novae-forestae är en ranunkelväxtart som beskrevs av S.D. Webster. Ranunculus novae-forestae ingår i släktet ranunkler, och familjen ranunkelväxter. Inga underarter finns listade i Catalogue of Life.